# تيري زويجوف
تيري زويجوف (بالإنجليزية: Terry Zwigoff)‏(من مواليد 18 مايو 1949) مخرج أفلام أمريكي. جذب الانتباه لأول مرة لعمله في صناعة الأفلام الوثائقية في فلميه لوي بلو 1985 وفيلمه المميز كرامب 1994بعد فيلم كرامب انتقل زويجوف لكتابة وإخراج أفلام روائية طويلة بما في ذلك عالم الأشباح المرشح لجائزة الأوسكار 2001 وسانتا الشرير 2003 .

## الحياة والعمل

### النشأة
ولد زفيغوف في أبليتون، ويسكونسن، لعائلة يهودية من مزارعي الألبان.  نشأ في شيكاغو.

### الانتقال إلى سان فرانسيسكو
انتقل زويجوف إلى سان فرانسيسكو في السبعينيات والتقى رسام الكاريكاتير روبرت كرامب، الذي شاركه اهتمامه بموسيقى الجذور الأمريكية قبل الحرب. انضم زفيغوف، الذي يعزف على التشيلو والمندولين (بالإضافة إلى المنشار، وكمان ستروه)، إلى فرقة كرامب الوترية ر.كرامب وبدلته رخيصة الغناء الذين سجل معهم عدة تسجيلات.

### مهنة صناعة الأفلام
بدأ زويجوف مسيرته السينمائية في صناعة الأفلام الوثائقية، بدءًا من فيلم لوي بلو عام 1985، وهو فيلم وثائقي مدته ساعة واحدة عن موسيقي فرقة البلوز والوتر هوارد أرمسترونج. كان زويجوف قد ألهمه لتحديد مكانه وإجراء مقابلات معه بعد الاستماع إلى تسجيل 30 ثانية، «ستيت ستريت راج»، والذي عزف فيه أرمسترونغ المندولين.
عمل زويجوف في فيلم وثائقي عن كرامب وشقيقيه لمدة تسع سنوات، قال خلالها زويجوف إنه «كان متوسط دخله حوالي 200 دولار شهريًا ويعيش مع آلام الظهر الشديدة لدرجة أنني أمضيت ثلاث سنوات مع بندقية محملة على وسادة بجوار سريري، في محاولة لاستيقاظ العصب لقتل نفسي».  أكمل كرامب في عام 1994 ؛ فاز الفيلم بانتقادات على جائزة لجنة التحكيم الكبرى في مهرجان صندانس السينمائي،  و DGA الجائزة،  و النقاد نيويورك السينمائي جائزة دائرة،  و النقاد LA السينمائي جائزة،  و الجمعية الوطنية للسينما النقادجائزة.  بالإضافة إلى ذلك، الناقد غيني سيسكيل اسمه الفتات أفضل فيلم لعام 1995  كما فعل أكثر من عشرة آخرين نقاد السينما الكبرى.  ظهرت في أكثر من 150 قائمة لأفضل نقاد مهمين.  عندما فشل كرامب في الحصول على ترشيح لجائزة الأوسكار، كان هناك احتجاج من وسائل الإعلام أجبر أكاديمية فنون وعلوم الصور المتحركة على تجديد عملية ترشيح الأفلام الوثائقية التي كان يسيطر عليها في السابق موزعو الأفلام الوثائقية.
وكان أول فيلم روائي لتيري فيلم شبح العالم ، على أساس دانييل كلويس " رواية مصورة يحمل نفس الاسم. لهذا، تم ترشيح زويجوف والكاتب المشارك كلويس لجائزة الأوسكار لأفضل سيناريو مقتبس  وفازوا بجائزة الروح المستقلة.  شبح العالم ورشح أيضا لمدة جوائز غولدن غلوب  واثنين من AFI الجوائز.  وصفته USA Today و The Washington Post بأنه أفضل فيلم في العام.  عالم الأشباح ظهر في أكثر من 150 قائمة أفضل.
كان فيلم زويجوف التالي هو الكوميديا السوداء عام 2003 سانتا السيء الذي رشح نجمه، بيلي بوب ثورنتون، لجائزة جولدن جلوب.  كلف الفيلم 23 مليون دولار وحقق أكثر من 76 مليون دولار في جميع أنحاء العالم.
كان آخر أفلامه الطويلة هو مدرسة الفنون السرية ، الذي كان أشهر نجومه جون مالكوفيتش، وجيم برودبنت، وأنجليكا هوستون. وهو التعاون الثاني بين تيري زويجوف مع الكاتب دانيال كلويس

## أفلام من إخراجه
- Louie Bluie 1985[7]
- Crumb 1994[8]
- Ghost World 2001[9]
- Bad Santa 2003[10]
- Art School Confidential 2006[11]

## وصلات خارجية
تيري زويجوف على imdb